# Terra di nessuno (Pinter)
Terra di nessuno è un dramma in due atti scritto nel 1975 dal drammaturgo britannico Harold Pinter.
Il dramma, composto nel periodo della consacrazione ufficiale dell'autore, si concentra sul problema dell'incomunicabilità.
La prima mondiale, a Londra, contava tra gli interpreti due dei maggiori attori britannici, Ralph Richardson e John Gielgud; quella italiana, invece, fu diretta da Giorgio De Lullo nel 1976 e interpretata, tra gli altri, oltre allo stesso De Lullo, da Romolo Valli.

## Trama
Hirst è un ricco e celebre scrittore, dedito all'alcool, che si è volontariamente ritirato in un isolamento dal mondo assieme ai suoi due domestici, Briggs e Foster. Una notte, il letterato riceve la visita di un vecchio amico, Spooner. Quest'ultimo, poeta in disgrazia, cerca di accattivarsi la simpatia del famoso collega. Il suo sforzo non avrà alcun esito: costretto a trascorrere l'intera notte ed il giorno seguente nell'abitazione di Hirst, Spooner si rende conto di come l'altro uomo si sia ritirato in "terra di nessuno", lontano dal mondo sia spazialmente che temporalmente, con l'unica compagnia dei propri ricordi.
(Harold Pinter, Terra di nessuno, atto II)